# Terrathelphusa
Terrathelphusa is een geslacht van kreeftachtigen uit de klasse van de Malacostraca (hogere kreeftachtigen).

## Soorten
- Terrathelphusa aglaia Grinang & Ng, 2015
- Terrathelphusa cerina Grinang & Ng, 2015
- Terrathelphusa chilensis (Heller, 1862)
- Terrathelphusa kuchingensis (Nobili, 1901)
- Terrathelphusa kuhli (de Man, 1883)
- Terrathelphusa kundong Grinang & Ng, 2015
- Terrathelphusa loxophthalma (de Man, 1892)
- Terrathelphusa mas Grinang & Ng, 2015
- Terrathelphusa ovis Ng, 1997
- Terrathelphusa telur Ng, 1997